# Терешки (Киевская область)
Терешки (укр. Терешки) — село в Сквирском районе Киевской области Украины.

## География
Село расположено на реке Березянке, притоке Роси. Занимает площадь 1,27 км².

## Местный совет
Село Терешки относится к Шалиевскому сельскому совету.
Адрес местного совета: 09042, Киевская обл., Сквирский р-н, с. Шалиевка, ул. Радянская, 44; тел. 5-14-58.

## Население
Население по переписи 2001 года составляло 218 человек.

## Известные уроженцы
- Коломиец, Алексей Семёнович (1911 — 1943) — участник Великой Отечественной войны